# Zhou Duo
Pour les articles homonymes, voir Duo (homonymie).
Zhou Duo (né en 1947) est un sociologue chercheur en sciences politiques chinois. Avant juin 1989, il fut enseignant de marxisme à l’Institut des sciences politiques à Pékin.

## Biographie
En 1989, lors des manifestations de la place Tian'anmen à Pékin il entame une grève de la faim en solidarité avec les étudiants, en compagnie de Liu Xiaobo (prix Nobel de la paix 2010) et de deux autres intellectuels, le chanteur taïwanais Hou Dejian et l'éducateur Gao Xin. Puis, avant l'intervention de l'armée populaire de libération, Zhou Duo et Liu Xiaobo assureront une médiation entre les factions les moins radicales des étudiants et les autorités afin de protéger les manifestants.
À propos de l'origine des manifestations de la place Tian'anmen, Zhou Duo indique
« Lors du XIIIe congrès du PCC, en 1987, une lutte était en cours entre réformateurs et conservateurs. Il a été question de séparation des pouvoirs, de dissocier le Parti et le gouvernement. C’est d’ailleurs ce qu’ont exprimé la grande majorité des manifestants de 1989. Il y avait presque un consensus à l’époque.  ».
Zhou Duo est un des 303 intellectuels chinois signataires de la charte 08.

## Référence
1. ↑  Le Figaro International du 12 octobre 2010 : Le Nobel de la paix au dissident chinois Liu Xiaobo
2. ↑  Libération du 2 juin 2009 par Pascale Nivelle : L’après 1989 a marqué un arrêt du processus d’ouverture
3. ↑  Le Figaro : Charte 08